# Col de la Tourne
Col de la Tourne är ett bergspass i Schweiz. Det ligger i kantonen Neuchâtel, i den västra delen av landet, 50 km väster om huvudstaden Bern. Col de la Tourne ligger 1 170 meter över havet.